# 阳新县

中华民国时期陽新縣政府徽章

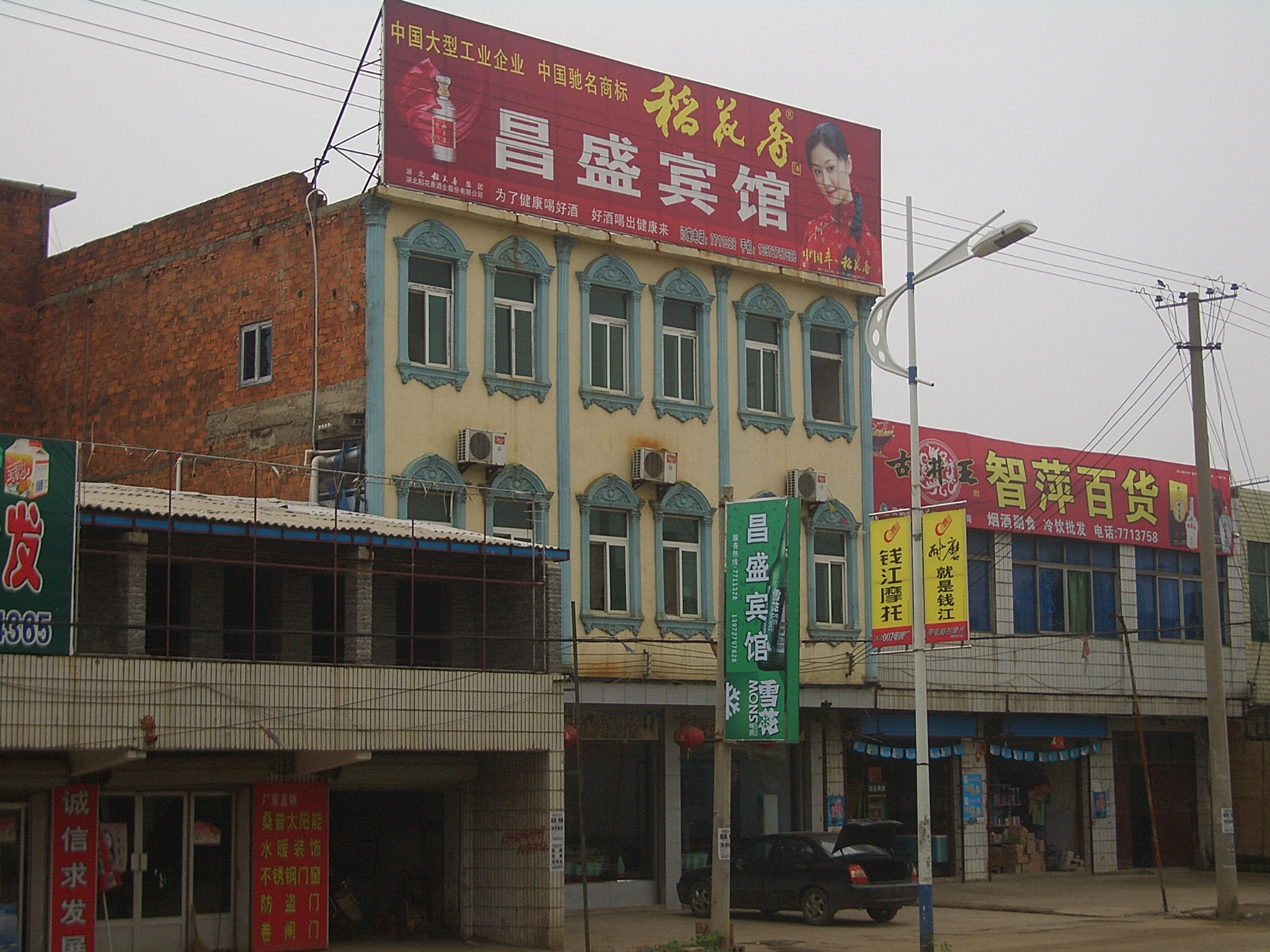
浮屠镇

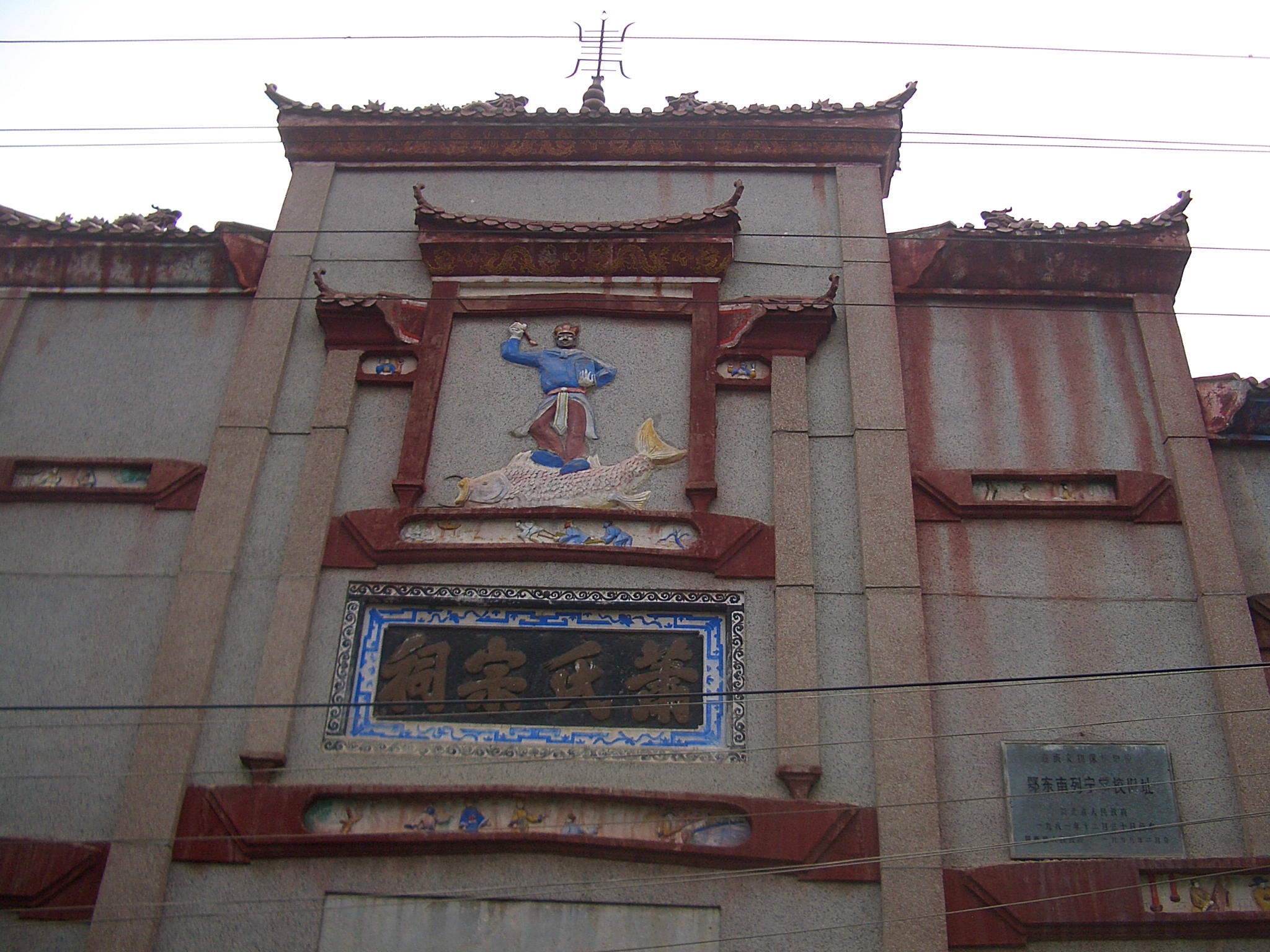
鄂东南列宁学校旧址,在阳新县龙港镇新屋铺乡

阳新县是中国湖北省黄石市所辖的一个县。总面积为2780.16平方公里，常住人口为90.16万人。

## 行政区划
阳新县下辖16个镇：
兴国镇、富池镇、黄颡口镇、𣲗源口镇、太子镇、大王镇、陶港镇、白沙镇、浮屠镇、三溪镇、龙港镇、洋港镇、排市镇、木港镇、枫林镇、王英镇、率洲农场、半壁山农场、荆头山农场和金海开发区。

## 人口
截止2023年上寻，阳新县户籍人口111.79万人，常住人口为90.16万人，男性人口占比52.09%，女性人口占比47.91%，年龄结构中0-14岁占比27.83%，15-59岁占比57.7%，60岁以上占比14.47%，65岁以上占比10.69%。

## 交通
- 351国道过境。
- 武九客运专线：白沙铺站、阳新站、枫林站